# The Divine Baze Orchestra
The Divine Baze Orchestra var ett progressivt rockband från Uddevalla. De har släppt två album på Transubstans/Record Heaven. Den 25 februari 2011 genomförde de en konsert tillsammans med jazzrockbandet Wasa Express på Östraboteatern i Uddevalla.
Bandet upplöstes under 2012.

## Medlemmar
Senaste medlemmar
- Oliver Eek – sång, gitarr (2003–2012)
- Christian Eklöf – trummor, slagverk (2003–2012)
- Jon Liliequist – basgitarr, synthesizer, programmering (2011–2012)

Tidigare medlemmar
- Jens Liliequist – saxofon (2011)
- Joel Lööf – klaviatur (2008–2011)
- Mattias Johansson – klaviatur, sång (2008–2011)
- Joel Berntson – basgitarr (2008–2011)
- Alexander Frisborg – sång, mellotron, rytmgitarr (2003–2009?)
- Daniel Karlsson – klaviatur (2005–2008)
- Tobias Petterson – basgitarr, sång (2003–2008)

## Diskografi
Studioalbum
- Once we were born... (2007)[4]
- Dead But Dreaming (2010)[5]

Samlingsalbum (div. artister)
- Rökstenen: A Tribute to Swedish Progressive Rock of the 70's (2009) (DBO med låten Här kommer natten av Pugh Rogefeldt)[6]